# Adelaida de Susa
Adelaida de Susa (de asemenea, Adelheid, Adelais sau Adeline) (n.c. 1014/1020 – d. 19 decembrie 1091) a fost margrafă de Torino din 1034 până la moarte. Ea a fost cea care a strămutat reședința principală a Mărcii de Torino la Susa. Adelaida a fost ultima reprezentantă din familia Arduinicilor.

## Biografie
Născută la Torino, Adelaida era fiica margrafului Ulric Manfred al II-lea de Torino cu soția sa Berta, fiica margrafului Oberto al II-lea de Genova. Singurul ei frate a murit înaintea tatălui lor în 1034, Adelaida rămânând singura posibilă moștenitoare, alături de alte două surori, Immilla și Berta. Ca urmare, la moartea lui Ulric Manfred al II-lea, vasta marcă de Torino a fost divizată între cele trei surori, partea cea mai mare revenind Adelaidei, care a primit ținuturile Ivrea, Auriate, Aosta și Torino. Cu toate acestea, titlul de margraf era considerat în primul rând ca având scop mai ales militar (pentru apărarea graniței exterioare a imperiului) și de aceea nu era considerat ca potrivit pentru o femeie.
În consecință, împăratul Conrad al II-lea a stabilit încheierea unei căsătorii între Adelaida și ducele Herman al IV-lea de Suabia, care urma să devină margraf la moartea lui Ulric Manfred. Cei doi s-au căsătorit în ianuarie 1037, însă Herman a murit de ciumă în timp ce lupta pentru cucerirea Neapolelui în iulie 1038.

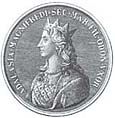
Adelaida de Susa

În scopul de a-și asigura păstrarea stăpânirii mărcii, Adelaida s-a recăsătorit în 1041 cu Henric de Montferrat însă și acesta a murit în 1045. Imediat după aceea, o nouă căsătorie a fost planificată, de această dată cu Otto de Savoia în 1046. Cu acesta ea a avut trei fiii: Petru, Amadeus și Otto, și două fiice: Berta și Adelaida. Berta, contesă de Susa, s-a căsătorit cu împăratul Henric al IV-lea, în vreme ce Adelaida s-a căsătorit cu Rudolf de Rheinfelden, oponentul lui Henric al IV-lea ca rege romano-german. 
După 1060 Adelaida a fost regentă pentru fiii săi, deveniți conți de Savoia. În 1069 Henric al IV-lea a încercat să divorțeze de Berta și ca urmare a dat motive Adelaidei pentru o intensă ură. Totuși, ca urmare a intervenției Bertei, Henric a primit sprijinul Adelaidei la venirea sa în Italia pentru a obține ridicarea excomunicării pronunțate de papa Grigore al VII-lea aflat ca oaspete al Matildei de Toscana în Castelul Canossa. Adelaida și fiul ei, Amadeus de Savoia, l-au însoțit în decembrie 1076 pe împărat pe drumul penitenței de la Canossa. Ca mulțumire pentru medierea Adelaidei și familiei sale, Henric al IV-lea i-a donat Bugey. 
Ulterior, Adelaida a jucat rolul de mediator între cei doi gineri ai săi, Henric al IV-lea și Rudolf de Rheinfelden, ambii pretendenți la tronul Sfântului Imperiu Roman, în războaiele dintre aceștia din anii 1080. Ea a fost un adversar al Reformei gregoriene, deși onora papalitatea și proteja autonomia abațiilor.
În 1091 Adelaida a murit, spre doliul general al locuitorilor, și a fost înmormântată în biserica parohială de Canischio (Canisculum), o mică așezare din Valle dell'Orco, unde ea se retrăsese în ultimii ani de viață.

## Personalitatea
Adelaida și-a petrecut copilăria printre oamenii de încredere ai tatălui ei, de la care învățase să lupte, iar la tinerețe purta deja arme și armură. Ea a fost renumită și pentru frumusețe și pioșenie. A fost o protectoare a menestrelilor, pe care îi primea mereu la curte, îndemnându-i să compună cântece care să evidențieze valorile religioase. A întemeiat mănăstiri, în care s-au păstrat opere istorice eferitoare la regiune.

## Căsătorii și descendenți
Din căsătoria încheiată cu Herman al IV-lea de Suabia, Adelaida a avut cel puțin trei copii:
- Gebhard I, conte de Sulzbach,
- Adalbert I, conte de Windberg,
- Adelaida, căsătorită cu Herman de Peugen.

Din căsătoria încheiată cu Otto de Savoia, a avut cinci copii:
- Petru, conte de Savoia;
- Amadeus, conte de Savoia;
- Otto, episcop de Asti;
- Berta de Savoia, căsătorită cu împăratul Henric al IV-lea;
- Adelaida (d. 1080), căsătorită cu antiregele Rudolf de Rheinfelden.